# Acción Jackson
Acción Jackson (Action Jackson) es una película de acción de 1988 dirigida por Craig R. Baxley, protagonizada por Carl Weathers, Vanity, Craig T. Nelson y Sharon Stone. La película fue estrenada en los Estados Unidos el 12 de febrero de 1988.

## Argumento
El Sargento Jericó Jackson apodado, "Acción Jackson", es un duro policía de la ciudad de Detroit. En una ciudad donde el desempleo alcanzó el reinado de la violencia despiadadamente en el registro. Para oponerse al del magnate Peter Dellaplane para arrestar a su hijo delincuente, que perdió su rango de teniente. Las Ambiciones de Peter están creciendo: para alcanzar altos cargos políticos, asesinando a varios líderes políticos para crear hombres de su pago.

## Reparto
| Actor                 | Personaje                     |
| --------------------- | ----------------------------- |
| Carl Weathers         | Sgt. Jericho "Action" Jackson |
| Craig T. Nelson       | Peter Anthony Dellaplane      |
| Vanity                | Sydney Ash                    |
| Sharon Stone          | Patrice Dellaplane            |
| Bill Duke             | Cap. Earl Armbruster          |
| Robert Davi           | Tony Moretti                  |
| Jack Thibeau          | Det. Kotterwell               |
| Armelia McQueen       | Dee                           |
| Stan Foster           | Albert Smith                  |
| Roger Aaron Brown     | Oficial Lack                  |
| Thomas F. Wilson      | Oficial Kornblau              |
| Chino 'Fats' Williams | Kid Sable                     |
| Francis McCarthy      | Oliver O'Rooney               |
| De'voreaux White      | Clovis                        |
| Dennis Hayden         | Shaker                        |
| Bob Minor             | Gamble                        |
| Brian Libby           | Martin                        |
| Nicholas Worth        | Cartier                       |

## Música
La música fue publicada en disco de vinilo de 12" y en casete compacto.

### Lista de piezas
Lado A:
1. He Turned Me Out - The Pointer Sisters (4:25)
2. Action Jackson - Madame X (5:01)
3. Undress - Vanity (5:24)
4. Building Up "Action Jackson" - Herbie Hancock (4:10)
5. For the Love of the Money - Levert (4:05)

Lado B:
1. Keeping Good Loving - Sister Sledge (5:24)
2. Shotgun - Vanity, Dave Koz (4:12)
3. Faraway Eyes - Vanity (4:24)
4. Lover's Celebration- Skyy (3:46)
5. Protect and Serve - MC Jam & Pee Wee Jam (5:05)